# Darko Grdić
General pukovnik Darko Grdić (Đurđenovac, 1961.) hrvatski je general i bivši glavni inspektor obrane.

## Životopis
Uključio se u Hrvatsku vojsku u travnju 1991. godine, a tijekom Domovinskog rata bio je zapovjednik obrane grada Zagreba, te načelnik stožera Zbornog područja Osijek. Od 1998. do 1999. bio je pročelnik vojnog kabineta u Uredu predsjednika, zatim zapovjednik HVU-a, potom zapovjednik Zapovjedništva za združenu izobrazbu i obuku, a od kolovoza 2003. do rujna 2007. vojni izaslanik Republike Hrvatske pri NATO-u. 
General pukovnik Grdić završio je Studij obrane i zaštite, Zapovjedno-stožernu školu "Blago Zadro" (redovitu izobrazbu, te izobrazbu za stožerne časnike), NATO Defence College u Italiji te dva magisterija - iz menadžmenta na Ekonomskom fakultetu u Zagrebu i magisterij iz područja strateških studija na Ratnoj školi kopnenih snaga SAD-a. 
General pukovnik Darko Grdić imenovan je na dužnost ravnatelja Vojno sigurnosno-obavještajne agencije 16. srpnja 2008. godine.  16. srpnja 2012. imenovan je glavnim inspektorom obrane. 10. siječnja 2013. godine je odlukom Vlade smijenjen s te funkcije.

## Nagrade i priznanja
Za svoj doprinos oružanim snagama odlikovan je s jedanaest odlikovanja i medalja te je više puta nagrađivan i pohvaljivan. 